# 貞治の変
貞治の変（じょうじのへん）は、日本の南北朝時代後期（室町時代初期）の貞治5年（正平21年、1366年）、室町幕府の執事（後の管領）であった斯波義将及びその父で2代将軍足利義詮側近の有力守護大名であった斯波高経が失脚した事件。「貞治の政変」とも。

## 背景
康安元年（1361年）に執事の細川清氏が失脚（康安の政変）、南朝へ降伏した後、斯波高経（出家して道朝と名乗る）は2代将軍足利義詮の信任を受け、貞治元年（1362年）には4男の義将を執事（後の管領職にあたる）に推薦した。これに対し細川清氏を失脚させた有力守護佐々木道誉（京極高氏）は、婿である高経の3男氏頼を推薦していたが果たせず、高経に恨みを懐いたと『太平記』は記す。
斯波高経はさらに5男の義種を小侍所、孫の義高（次男氏経の子）を引付頭人につけ、貞治4年（1365年）には義種を侍所に推し、幕府中枢の要職を一族で集中させていった。こういった斯波氏の動きに対し、道誉ら有力守護らは反撥を強め、正平18年/貞治2年（1363年）7月にはこれら反対勢力が高経を討とうと集結しているという噂が立つほどであった。同年の南朝軍の摂津侵入を阻止できなかったことから高経が道誉の摂津守護職を解いたためという。
翌貞治3年（1364年）には三条坊門に幕府の御所が造営され、各守護に普請が割り当てられたが、赤松則祐の工期が遅れたとして高経が則祐の所領を没収したため、赤松氏の恨みを買った。また五条大橋の造営奉行となった佐々木道誉が、造営費捻出のため京都の家々から棟別銭を徴収していたが、高経は造営が遅いとして自らの出費で数日の内に架橋してしまったため、道誉は面目を潰された格好となった。その報復として道誉は、高経邸へ将軍義詮を招き宴を開く日に、わざと大原野で壮麗な花の宴を開いて当てつけたが、それに対し高経は道誉が二十分の一税を滞納していたとの理由で摂津多田荘を没収するなど、道誉らと高経の対立は抜き差しならぬものとなっていた。

## 事件の概略
貞治5年8月8日（1366年9月13日）、将軍足利義詮は突如、斯波高経の陰謀が露顕したと称して、軍勢を三条坊門の幕府に集結させ、高経に対し「急ぎ（守護国へ）下向すべし。さもなくば治罰する」と命じる使者を送った。抵抗できないと悟った高経は翌9日朝には自邸を焼き払い、子息の義将・義種ら一族・被官を伴って越前へと落ち延びて行った。
高経放逐の表向きの理由は興福寺の衆徒が、高経の被官・朝倉高景による興福寺領越前河口荘への押妨を高経が取り締まらず放置していたとして、朝廷へ嗷訴したためと思われる。折から春日大社（藤原氏の氏神であり、氏寺である興福寺と密接な関係にある）の神木（春日神木）が京都にもたらされていたため、高経が追放されたのは神罰であるとも言われた。しかし、実際には上記のような京極氏・赤松氏らの高経への不満が将軍義詮を決断させたものと考えられる。『太平記』では必死に弁明する高経に対し、義詮は涙を浮かべながら、「今の世は将軍の自分でも思い通りにならないので下国してくれ」と頼んだという。
観応の擾乱において一時的に南朝へ下った足利直義や足利尊氏、義詮の側近から南朝へ転じた仁木義長・細川清氏のようなそれまでの北朝内部の争乱の没落側と異なり、斯波一族の場合は南朝方へ走ることはなく、大人しく守護国の越前へと下ったが、これは足利義詮政権の下で、正平18年/貞治2年に大内弘世・山名時氏ら有力守護が南朝から北朝（幕府）へ帰順するなど、この時期には北朝の優位がほぼ確定し、全国的にも南北朝の動乱期が収まりつつあることを示すものであった。高経らが越前に入ると、幕府は京極高秀（道誉の子）、赤松光範、山名氏冬、土岐頼康、畠山義深らによる大軍を編成し、高経の籠もる杣山城及び義将の拠る栗屋城を包囲した。翌正平22年/貞治6年（1367年）7月に高経は城内で病没する。

## 変の影響
斯波氏没落後、足利義詮はすぐにその領国である若狭・越前・越中・摂津などの守護職を没収し、幕府の御料所となし、奉行人を派遣して、寺社本所領の返付や半済の停止を執行した。これにより義詮は有力守護権力を抑制するとともに公家・寺社からの信頼を取り戻し、室町幕府の安定性を大いに高めることとなった。正平22年/貞治6年には仁木義長も幕府に帰参し、斯波義将も許されて上洛（越中守護に復帰）、さらに讃岐に下っていた細川頼之（清氏の従兄弟）も上洛し、将軍義詮の下に有力守護らが従う足利幕府体制が確立する。しかし義詮はこの後、にわかに発病し、12月に没した（享年38）。遺言により、管領細川頼之が新将軍義満を支える体制となった（この出来事をもって『太平記』の物語は終焉する）。
しかし、義満・頼之による守護抑制政策は、次第に反頼之派を増やすこととなり、頼之の専断は義詮政権における高経の権勢の再来のようになる。結局は高経が貞治の変で失脚したのと同様、康暦の政変によって頼之は罷免・出家を余儀なくされ、代わって高経の子・義将が管領となる。義満が政変を利用して将軍権力を強めていくのも父の貞治の変と同工異曲であり、やがて土岐氏・山名氏・大内氏を討った義満は、室町幕府の最盛期を築くこととなる。